# 소마기촌
소마기촌(杣木村)은 니가타현 니시칸바라군에 설치되었던 촌이다.